# Trackdown

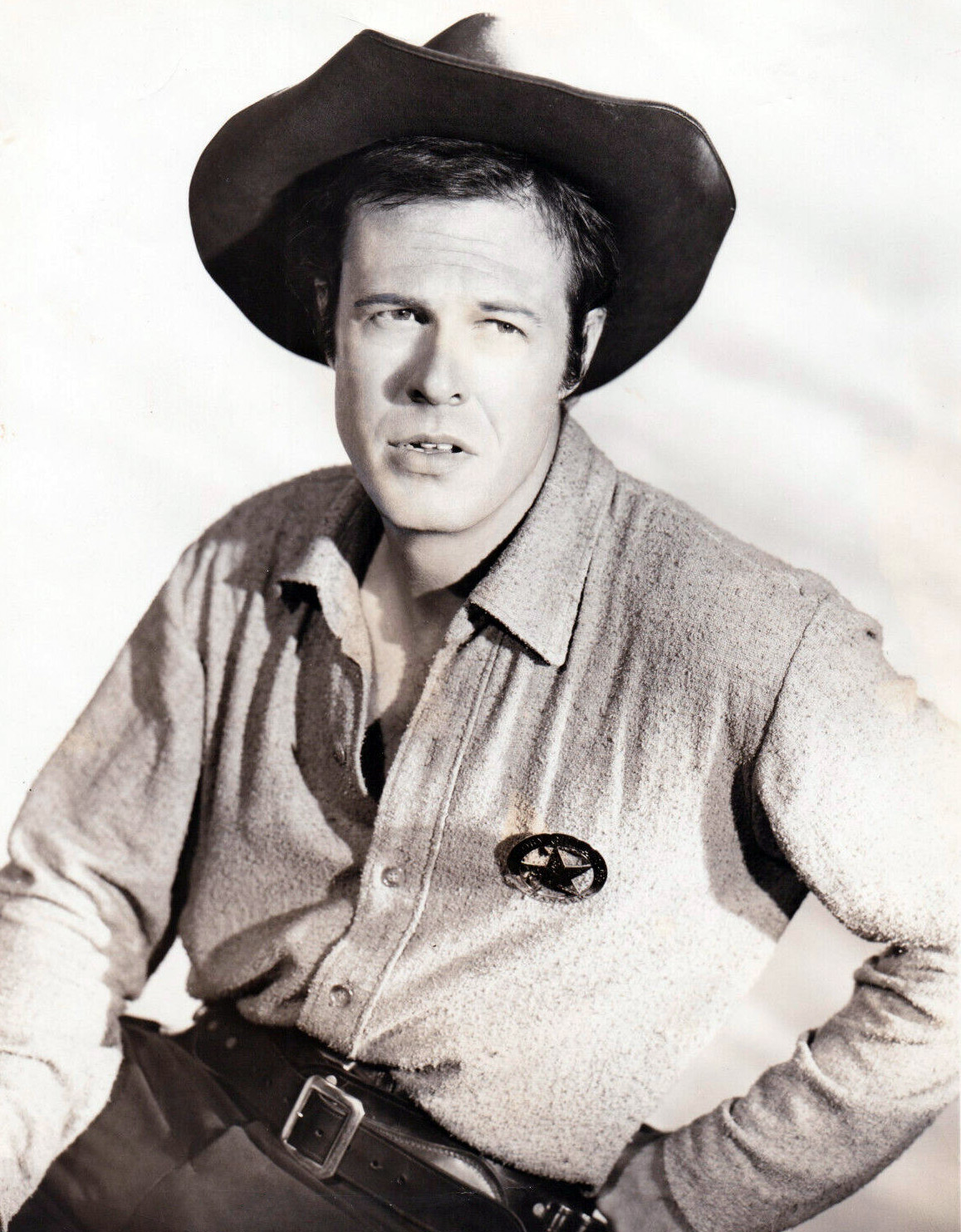
Foto de Robert Culp como o "Texas Ranger" Hoby Gilman da série de televisão Trackdown.

Trackdown é uma série de televisão Norte americana, estrelada por Robert Culp que transmitiu mais de 70 episódios na CBS entre 1957 e 1959. 
A série foi produzida pela Four Star Television de Dick Powell e filmada no Desilu-Culver Studio. Trackdown foi um spin-off de uma série anterior de Dick Powell chamada "Dick Powell's Zane Grey Theatre" (1956 - 1961).

## Lista de episódios

### Temporada 1: 1957–58
| Nº | Ep | Título                  | Data de lançamento      |
| -- | -- | ----------------------- | ----------------------- |
| 1  | 1  | "The Marple Brothers"   | 4 de outubro de 1957    |
| 2  | 2  | "Law in Lampasas"       | 11 de outubro de 1957   |
| 3  | 3  | "The San Saba Incident" | 18 de outubro de 1957   |
| 4  | 4  | "Easton, Texas"         | 25 de outubro de 1957   |
| 5  | 5  | "Like Father"           | 1 de novembro de 1957   |
| 6  | 6  | "Sweetwater, Texas"     | 8 de novembro de 1957   |
| 7  | 7  | "Alpine, Texas"         | 15 de novembro de 1957  |
| 8  | 8  | "Self-Defense"          | 22 de novembro de 1957  |
| 9  | 9  | "End of an Outlaw"      | 29 de novembro de 1957  |
| 10 | 10 | "Look for the Woman"    | 6 de dezembro de 1957   |
| 11 | 11 | "The Town"              | 13 de dezembro de 1957  |
| 12 | 12 | "Man and Money"         | 27 de dezembro de 1957  |
| 13 | 13 | "The Reward"            | 3 de janeiro de 1958    |
| 14 | 14 | "The Farrand Story"     | 10 de janeiro de 1958   |
| 15 | 15 | "Right of Way"          | 17 de janeiro de 1958   |
| 16 | 16 | "The Witness"           | 24 de janeiro de 1958   |
| 17 | 17 | "The Toll Road"         | 31 de janeiro de 1958   |
| 18 | 18 | "The Young Gun"         | 7 de fevereiro de 1958  |
| 19 | 19 | "The Wedding"           | 14 de fevereiro de 1958 |
| 20 | 20 | "The Trail"             | 28 de fevereiro de 1958 |
| 21 | 21 | "The Bounty Hunter"     | 7 de março de 1958      |
| 22 | 22 | "The Judge"             | 14 de março de 1958     |
| 23 | 23 | "The House"             | 21 de março de 1958     |
| 24 | 24 | "The Boy"               | 28 de março de 1958     |
| 25 | 25 | "The Pueblo Kid"        | 4 de abril de 1958      |
| 26 | 26 | "The Winter Boys"       | 11 de abril de 1958     |
| 27 | 27 | "The Mistake"           | 18 de abril de 1958     |
| 28 | 28 | "The Deal"              | 25 de abril de 1958     |
| 29 | 29 | "The Jailbreak"         | 2 de maio de 1958       |
| 30 | 30 | "The End of the World"  | 9 de maio de 1958       |
| 31 | 31 | "The Brothers"          | 16 de maio de 1958      |
| 32 | 32 | "The Governor"          | 23 de maio de 1958      |

### Season 2: 1958–59
| Nº | Ep | Título                     | Data de lançamento      |
| -- | -- | -------------------------- | ----------------------- |
| 33 | 1  | "Killer Take All"          | 5 de setembro de 1958   |
| 34 | 2  | "Outlaw's Wife"            | 12 de setembro de 1958  |
| 35 | 3  | "Chinese Cowboy"           | 19 de setembro de 1958  |
| 36 | 4  | "The Set Up"               | 26 de setembro de 1958  |
| 37 | 5  | "A Stone for Benny French" | 3 de outubro de 1958    |
| 38 | 6  | "Trapped"                  | 10 de outubro de 1958   |
| 39 | 7  | "Matter of Justice"        | 17 de outubro de 1958   |
| 40 | 8  | "Tenner Smith"             | 24 de outubro de 1958   |
| 41 | 9  | "The Avenger"              | 31 de outubro de 1958   |
| 42 | 10 | "The Schoolteacher"        | 7 de novembro de 1958   |
| 43 | 11 | "Deadly Decoy"             | 14 de novembro de 1958  |
| 44 | 12 | "Sunday's Child"           | 21 de novembro de 1958  |
| 45 | 13 | "Day of Vengeance"         | 28 de novembro de 1958  |
| 46 | 14 | "Three-Legged Fox"         | 5 de dezembro de 1958   |
| 47 | 15 | "The Kid"                  | 12 de dezembro de 1958  |
| 48 | 16 | "Guilt"                    | 19 de dezembro de 1958  |
| 49 | 17 | "Every Man a Witness"      | 26 de dezembro de 1958  |
| 50 | 18 | "McCallin's Daughter"      | 2 de janeiro de 1959    |
| 51 | 19 | "Bad Judgment"             | 28 de janeiro de 1959   |
| 52 | 20 | "Terror"                   | 4 de fevereiro de 1959  |
| 53 | 21 | "The Feud"                 | 11 de fevereiro de 1959 |
| 54 | 22 | "The Samaritan"            | 18 de fevereiro de 1959 |
| 55 | 23 | "The Gang"                 | 25 de fevereiro de 1959 |
| 56 | 24 | "The Threat"               | 4 de março de 1959      |
| 57 | 25 | "Hard Lines"               | 11 de março de 1959     |
| 58 | 26 | "Fear"                     | 18 de março de 1959     |
| 59 | 27 | "Stranger in Town"         | 25 de março de 1959     |
| 60 | 28 | "The Protector"            | 1 de abril de 1959      |
| 61 | 29 | "False Witness"            | 8 de abril de 1959      |
| 62 | 30 | "The Trick"                | 15 de abril de 1959     |
| 63 | 31 | "The Eyes of Jerry Kelso"  | 22 de abril de 1959     |
| 64 | 32 | "Gift Horse"               | 29 de abril de 1959     |
| 65 | 33 | "The Vote"                 | 6 de maio de 1959       |
| 66 | 34 | "The Unwanted"             | 13 de maio de 1959      |
| 67 | 35 | "Toss Up"                  | 20 de maio de 1959      |
| 68 | 36 | "Inquest"                  | 2 de setembro de 1959   |
| 69 | 37 | "Back to Crawford"         | 9 de setembro de 1959   |
| 70 | 38 | "Blind Alley"              | 16 de setembro de 1959  |
| 71 | 39 | "Quiet Night in Porter"    | 23 de setembro de 1959  |

## Aparições
Steve McQueen apareceu pela primeira vez como o caçador de recompensas Josh Randall em um episódio de março de 1958 ("The Bounty Hunter"), que serviu como "piloto" de sua própria série subsequente da CBS, Wanted: Dead or Alive, um spin-off da Trackdown. Ambas as séries foram apresentadas em episódios de meia hora e filmadas em preto e branco. McQueen também apareceu em um episódio de maio de 1958,  intitulado "The Brothers", no qual ele desempenhou um papel duplo.